# 又木鉄平
又木 鉄平（またき てっぺい、1999年2月12日 - ）は、山梨県笛吹市出身のプロ野球選手（投手）。左投左打。読売ジャイアンツ所属。

## 経歴

### プロ入り前
笛吹市立石和北小学校で3年生の時に石和北スポーツ少年団で野球を始める。笛吹市立石和中学校では軟式野球部に所属していた。
山梨県立日川高等学校では甲子園大会出場はなく、3年夏は山梨大会準々決勝で東海大甲府に敗れた。
高校卒業後は東京情報大学へ進学。1年春からリーグ戦に登板し、通算成績は15勝11敗。
その後は日本生命へ入社。1年目から公式戦に登板した。
2023年10月26日に開催されたドラフト会議にて、読売ジャイアンツから5位指名を受けた。ドラフト後に開催された第48回社会人野球日本選手権大会では、JR四国との準々決勝に先発して6回を無安打無失点に抑え、勝利投手となった。11月22日、契約金5000万円、年俸1000万円で入団に合意した（金額は推定）。背番号は46。担当スカウトは岸敬祐。

### 巨人時代
2024年、開幕一軍入りは果たせず、二軍で8試合中7試合に先発し、1勝2敗、防御率2.75を記録。6月1日に一軍に初登録され、同日の埼玉西武ライオンズ戦（ベルーナドーム）でプロ初登板・初先発し、6回2安打（6四球）無失点で勝利投手の権利を持って降板したが、チームはサヨナラ負けを喫し、自身に勝敗はつかなかった。シーズン終了後の11月には、西舘勇陽とともにプエルトリコのウィンターリーグであるリーガ・デ・ベイスボル・プロフェシオナル・ロベルト・クレメンテに参加。カングレへーロス・デ・サントゥルセに所属。先発5登板を含む6登板で1勝0敗、防御率1.72を記録。12月25日に現状維持となる推定年俸1000万円で契約を更改した。
2025年は3月8日の阪神タイガースとの二軍練習試合で先発登板したが、2回に打者スタンリー・コンスエグラの打球が頭部を直撃。担架で運ばれて途中交代した。結果左下あごの打撲と診断されたが、大事に至ることはなく、イースタン・リーグの開幕投手となった。

## 人物
趣味はサーフィン。
日本人の父親とフィリピン人の母親との間に生まれたハーフだが、中学生の時に父親が逝去。母親の下で育てられた。母親が木村拓哉の大ファンで、自身の名前「鉄平」は1997年放送のドラマ『ラブジェネレーション』にて主演の木村が演じた片桐哲平が由来。
2023年11月23日に開催された「ジャイアンツ・ファンフェスタ2023」で新入団選手として紹介された際、「僕の名前は『マタギ』ではなく『マタキ』です！ですが、回またぎは得意なので、『マタキの回またぎ』で覚えてもらえるとうれしいです」と挨拶した。
愛称は「ヌホ」。グッズとして販売されているプレイヤーズフェイスタオルの文字のフォントに起因しており、漢字の「又木」がカタカナの「ヌホ」に見える。

## 詳細情報

### 年度別投手成績
| 年 度     | 球 団     | 登 板 | 先 発 | 完 投 | 完 封 | 無 四 球 | 勝 利 | 敗 戦 | セ 丨 ブ | ホ 丨 ル ド | 勝 率 | 打 者 | 投 球 回 | 被 安 打 | 被 本 塁 打 | 与 四 球 | 敬 遠 | 与 死 球 | 奪 三 振 | 暴 投 | ボ 丨 ク | 失 点 | 自 責 点 | 防 御 率 | W H I P |
| --------- | --------- | ----- | ----- | ----- | ----- | -------- | ----- | ----- | -------- | ----------- | ----- | ----- | -------- | -------- | ----------- | -------- | ----- | -------- | -------- | ----- | -------- | ----- | -------- | -------- | ------- |
| 2024      | 巨人      | 3     | 3     | 0     | 0     | 0        | 0     | 1     | 0        | 0           | .000  | 51    | 10.1     | 11       | 2           | 10       | 0     | 0        | 7        | 0     | 0        | 7     | 7        | 6.10     | 2.03    |
| 通算：1年 | 通算：1年 | 3     | 3     | 0     | 0     | 0        | 0     | 1     | 0        | 0           | .000  | 51    | 10.1     | 11       | 2           | 10       | 0     | 0        | 7        | 0     | 0        | 7     | 7        | 6.10     | 2.03    |

- 2024年度シーズン終了時

### 年度別守備成績
| 年 度 | 球 団 | 投手  | 投手  | 投手  | 投手  | 投手  | 投手     |
| 年 度 | 球 団 | 試 合 | 刺 殺 | 補 殺 | 失 策 | 併 殺 | 守 備 率 |
| ----- | ----- | ----- | ----- | ----- | ----- | ----- | -------- |
| 2024  | 巨人  | 3     | 0     | 2     | 0     | 0     | 1.000    |
| 通算  | 通算  | 3     | 0     | 2     | 0     | 0     | 1.000    |

- 2024年度シーズン終了時

### 記録
初記録
投手記録
- 初登板・初先発登板：2024年6月1日、対埼玉西武ライオンズ2回戦（ベルーナドーム）、6回無失点で勝敗つかず[22][10]
- 初奪三振：同上、3回裏に蛭間拓哉から空振り三振[22]

打撃記録
- 初打席：2024年6月23日、対東京ヤクルトスワローズ11回戦（東京ドーム）、2回裏にミゲル・ヤフーレから空振り三振

### 背番号
- 46（2024年[6] - ）